# Macaranga lugubris
Macaranga lugubris är en törelväxtart som beskrevs av Timothy Charles Whitmore. Macaranga lugubris ingår i släktet Macaranga och familjen törelväxter.
Artens utbredningsområde är Papua Nya Guinea. Inga underarter finns listade i Catalogue of Life.